# Martin Martinček
Martin Martinček (30. ledna 1913 Liptovský Peter – 1. května 2004 Liptovský Mikuláš) byl slovenský právník a fotograf, jehož dílo výrazně obohatilo slovenskou fotografii. Věnoval se především fotografování Liptovské přírody a obyvatelů Liptova. Ve svých fotografiích objevoval a zachycoval krásu všedních věcí, nacházel stále nové a netradiční pohledy na svět a přírodu.

## Stručný životopis
Narodil se 30. ledna 1913 v Liptovském Petru, dětství prožil na Spiši, ve Spišské Staré Vsi a v Šariši – v Sabinově.
Po maturitě na reálném gymnáziu v Prešově začal studovat právnická studia na Univerzitě Komenského v Bratislavě, které ukončil doktorátem v roce 1937. Začínal pracovat v advokátní praxi, později v soudnictví. Po osvobození Košic se podílel na organizování Ministerstva spravedlnosti, později Ministerstva financí. Od roku 1946 do uvěznění 25. února 1948 byl prezidiálním šéfem Úřadu předsednictví Slovenské národní rady.

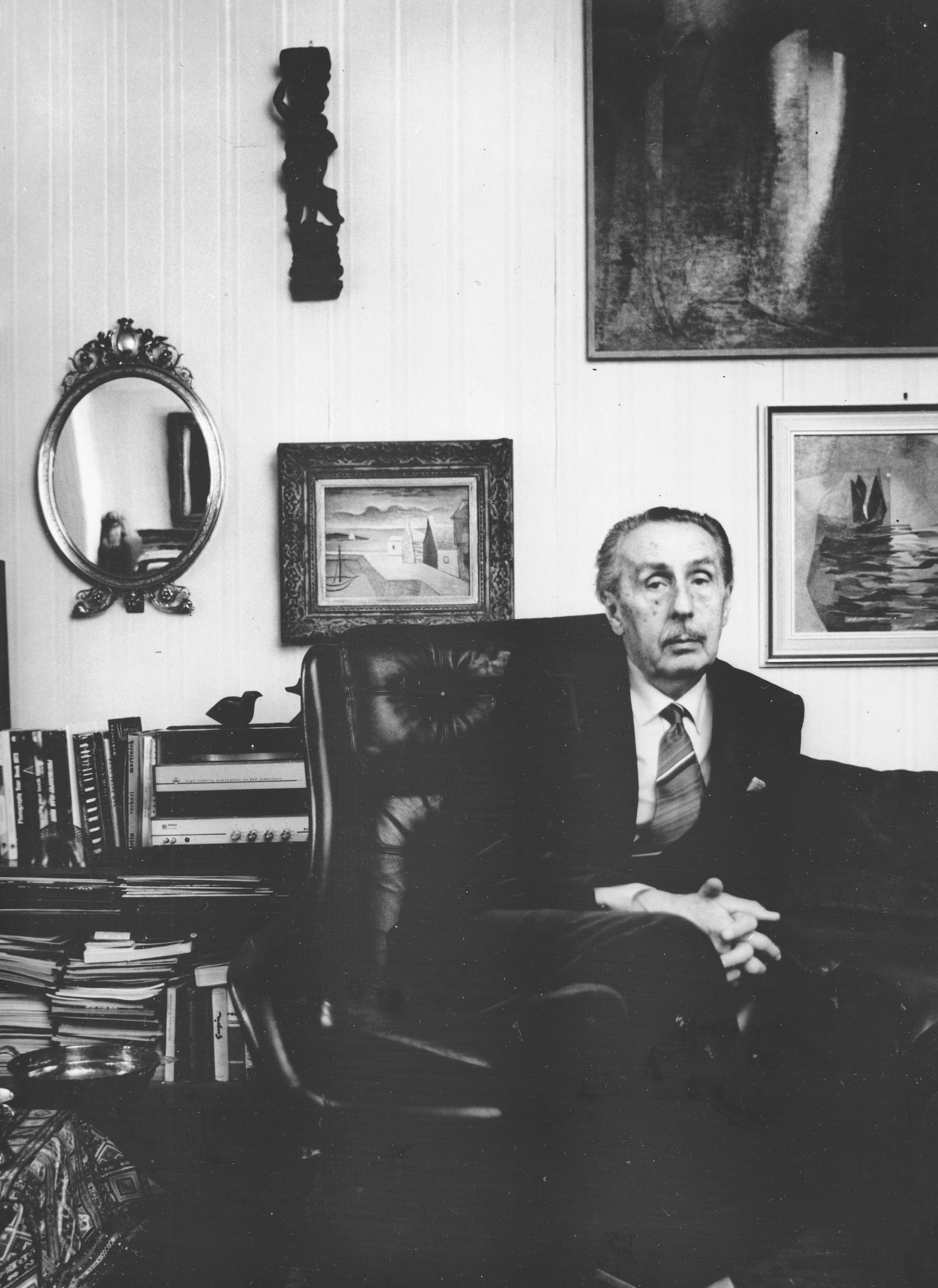
Martin Martinček ve svém domě v polovině 80. let 20. století. Fotografie Tomáš Fassati, Galéria F

Roku 1947 se oženil s akademickou malířkou Ester Šimerovou.
Po roce 1948 byl Martin Martinček donucen odejít z veřejného života. Začal pracovat v Liptovském Mikuláši v cihelně na bagru, později na slepičí farmě a také jako plánovač.
V roce 1957 se stal členem Svazu slovenských výtvarných umělců v Bratislavě jako umělecký fotograf.
Ke konci padesátých let se především jeho zásluhou uskutečnila myšlenka umělců v Liptovském Mikuláši založit Literárně historické muzeum Janka Krále. Martinček byl jeho ředitelem do roku 1961. Po úspěchu jeho fotografií a knih doma i v zahraničí mu Rada Městského národního výboru v Liptovském Mikuláši udělila Památnou plaketu za zásluhy a rozvoj města.
V roce 1970 mu vláda ČSSR udělila titul Zasloužilý umělec.

## Dílo
Dispozice pro tvořivou činnost si Martin Martinček přinesl už z rodinného prostředí. Jeho otec byl architektem – stavitelem a mladý Martin podle jeho vzoru často modeloval. Jako čtrnáctiletý si bez vědomí rodičů vydělal na fotografický aparát nošením kufrů cestujícím ze stanice. Fotografii zůstal věrný i během studia na vysoké škole, po nástupu do zaměstnání ji však pracovní povinnosti potlačily do pozadí.
Fotografie se opět vrátila do Martinčekova života na Liptově, kam musel odejít v roce 1951. Bylo to v období těžkých rodinných a profesionálních otřesů, když nemohl vykonávat své povolání a kdy se mu zpřetrhaly téměř všechny společenské svazky. Začal pravidelně nacházet inspiraci chozením po horách a fotografováním přírody a všedního života obyčejných lidí, často dřevorubců. Začal se věnovat fotografii profesionálně, jako umělec ve svobodném povolání.
V polovině 60. let vydal knihu svých fotografií Nezbadaný svet. Obsahovala rozsáhlý soubor fotografií zachycujících obrazy, které vytvářela hra světel a stínů na pních pokácených stromů, nebo měnící se tvář dřeva a stromů v závislosti na počasí (například obrazy Klebetnica, Tajomné mesto, Kordillery, Hlava byvola, Mexičanka, Astronaut, Mím, Krídlo motýľa, Tanečnica, Klasy, Rybárske siete, Papyrus). Snímky z knihy zveřejnil v roce 1962 britský deník The Times a v následujícím období i další světové noviny a časopisy. Martin Martinček byl v tom čase známějším v zahraničí než doma. Fotografie vystavoval v Metropolitním muzeu umění v New Yorku a v dalších centrech výtvarného umění.
V dalších cyklech Svetlá vo vlnách, Svetlá na veciach zeme, Chvála vody, Hora, autor citlivě umocnil náměty, které nabízí lidskému oku příroda. V roce 1964 mu vyšla cizojazyčná kniha fotografií Unerfoschte Welt…, o dva roky později Vám patrí úcta a v roce 1969 Ľudia v horách a Svetlá vo vlnách, později Kolíska s poezií Milana Rúfusa.
Cyklus Chvála slnka měl velký úspěch na Bienále výtvarného umění v brazilském Sao Paulu v roce 1981 a o tři roky později na Bienále v Benátkách. Autor zobrazil podoby Slunce – jeho odrazy na vodní hladině.
Martin Martinček zemřel 1. května 2004 ve svých 91 letech v Liptovském Mikuláši.

## Zastoupení ve sbírkách (výběr)
Slovenská národná galéria, Bratislava
Moravská galerie, Brno
Muzeum umění a designu, Benešov u Prahy

## Ocenění
Za svou práci byl několikrát oceněn jak doma, tak i v zahraničí:
- 1970 titul zasloužilý umělec
- 1970 čestný titul Excelence FIAP Mezinárodní federace umělecké fotografie (FIAP) v Bernu
- 1989 Pamětní medaile zasloužilého umělce Josefa Sudka
- 1998 Cena Martina Benky
- 2000 Čestný občan města Liptovský Mikuláš
- 2003 státní vyznamenání Pribinův kříž I. třídy